# Bonjour tristesse (film)
Bonjour tristesse is een Amerikaanse dramafilm uit 1958 onder regie van Otto Preminger. Het scenario is gebaseerd op de gelijknamige roman uit 1954 van de Franse auteur Françoise Sagan.

## Verhaal
Het tienermeisje Cécile woont samen met haar vader Raymond in een villa aan de Franse Rivièra. Haar vader is een weduwnaar en een rokkenjager. Op een dag komt Anne op bezoek. Zij is een vriendin van de overleden vrouw van Raymond. Cécile is bang dat Anne haar leventje zal verstoren en tracht daarom een wig te drijven tussen haar vader en Anne.

## Rolverdeling
| Acteur           | Personage           |
| ---------------- | ------------------- |
| Deborah Kerr     | Anne Larson         |
| David Niven      | Raymond             |
| Jean Seberg      | Cécile              |
| Mylène Demongeot | Elsa                |
| Geoffrey Horne   | Philippe            |
| Juliette Gréco   | Zichzelf            |
| Walter Chiari    | Pablo               |
| Martita Hunt     | Moeder van Philippe |
| Roland Culver    | Mijnheer Lombard    |
| Jean Kent        | Helen Lombard       |
| David Oxley      | Jacques             |
| Elga Andersen    | Denise              |
| Jeremy Burnham   | Hubert              |
| Eveline Eyfel    | Meid                |